# معاهدة لاموريسيير
معاهدة لاموريسيير أو معاهدة استسلام الأمير عبد القادر (23 ديسمبر 1847م) في تاريخ الجزائر هي معاهدة جرت بين الأمير عبد القادر والجنرال لاموريسيير قائد قوات الاحتلال في الجيش الفرنسي تقضي بتوقيف المقاومة الشعبية الجزائرية ضد فرنسا.

## استسلام الأمير
قامت قوات الأمير عبد القادر بمغادرة تراب المملكة المغربية بتاريخ 21 ديسمبر 1847م مرورا بمجرى «وادي كيس» تحت قيادة الأمير وحده وهو يمتطي حصانه، ثم دخلوا إقليم إيالة الجزائر السابقة.
فأرسل الجنرال لاموريسيير حينئذ وحدتين مكونة من 20 جنديا صبايحيا يرتدون برانيس بيضاء لملاقاة واستقبال الأمير عند الحدود الجزائرية المغربية، وكان هؤلاء الصبايحية بقيادة الملازمين «بوقراوية» و«إبراهيم».
فما كان من الأمير عبد القادر إلا أن أرسل مبعوثين يمثلونه برفقة الملازم «بوقراوية» لتبليغ الجنرال لاموريسيير بأنه يطلب الأمان لنفسه ولمرافقيه.
وكان هذا الطلب يتمثل في ورقة بيضاء عليها ختم الأمير لم يسمح الريح والليل والمطر له بكتابة أي شيء عليها.
فإذا بالجنرال لاموريسيير يسلم مبعوثي الأمير كلا من سيفه المنحني وختم الرائد بازان، مع إعطائهم شفهيا الوعد بالأمان التام.
ولما استلم الأمير عبد القادر السيف المنحني والختم، بعد عودة مبعوثيه، قام بدوره بإرسال ضابِطَيْنِ اثنين من مساعديه رفقة الملازم «بوقراوية» ومعهما رسالة خطية منه بمقتضاها يوافق على مغادرة التراب الجزائري، بشرط أن يُسمح له بالتوجه نحو الإسكندرية أو عكا، وهذا ما وافق عليه الجنرال لاموريسيير فورا.
وتم الاتفاق بين الفرنسيين ومبوعثَيْ الأمير على تحديد يوم 23 ديسمبر 1847م كموعد لتوقيع «معاهدة الاستسلام» تحت «شجرة» (وضعت إدارة الاحتلال الفرنسي لوحة تذكارية بعد ذلك).
فقام الأمير عبد القادر بأداء صلاة العصر في منطقة سيدي إبراهيم قرب سيدي بلعباس، وعلى بُعد 5 كلم من مكان التوقيع على معاهدة الاستسلام المسمى «سيدي الطاهر»، ثم أمضى الأمير ليلته في مدينة الغزوات التي هي ميناء صغير قريب من الحدود الجزائرية المغربية.
ثم التقى الأمير في يوم 24 ديسمبر 1847م مع كل من الجنرال لاموريسيير والجنرال كافينياك بالإضافة إلى العقيد كوزان-مونتوبان في منطقة سيدي إبراهيم التي كانت مسرح الانتصارات الجزائرية السابقة.
وتمت بعد هذا اللقاء مرافقة الأمير ليمْثُل أمام الحاكم العام الجديد للجزائر الماريشال دوق دومال، الذي جاء خلفا للجنرال بيجو منذ سبتمبر 1847م، وتم اللقاء في مدينة الغزوات.
فقام الماريشال دوق دومال بالتصديق على الاتفاق الشفهي المبدئي الذي كان قد أبرمه الجنرال لاموريسيير، معبرا عن أمنيته أن يعطي الملك الفرنسي لويس فيليب الأول موافقته كذلك على استسلام الأمير.
ثم أعلن الحاكم العام دومال للأمير أنن سيأمر بنقله بحرا في اليوم الموالي 25 ديسمبر 1847م نحو مدينة وهران مع عائلته، فأذعن الأمير للقرار دون ابتهاج ولا احتجاج.
وقبل مغادرة مجلس الأمير دومال، أرسل الأمير عبد القادر إليه «حصان رضوخ» من أجل ترسيم رمزي لاستسلامه النهائي.

## مكتبة الصور

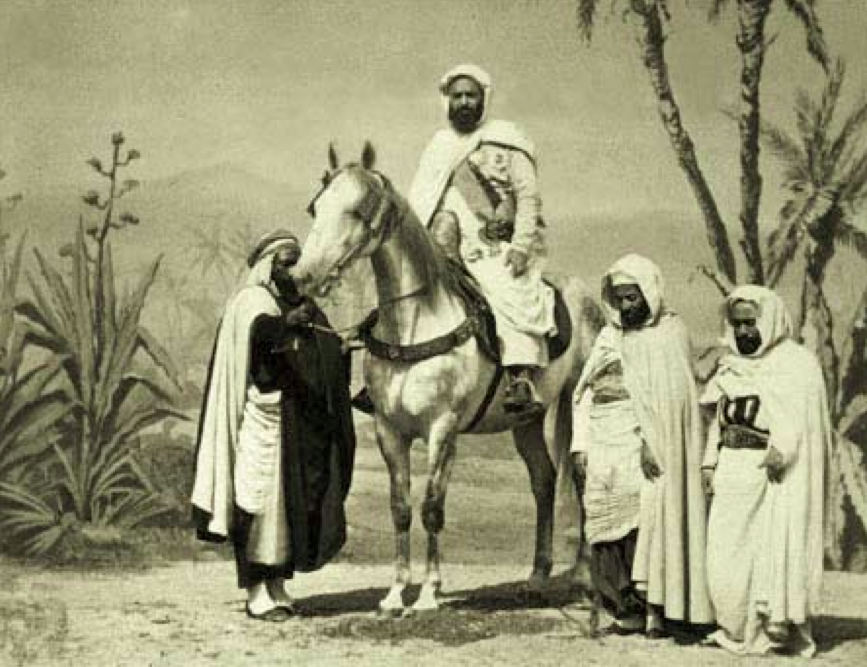
الأمير عبد القادر
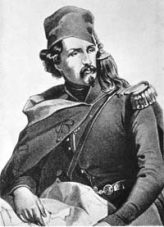
لويس لاموريسيير
فرانسوا آشيل بازان
لويس أوجين كافينياك
شارل كوزان-مونتوبان
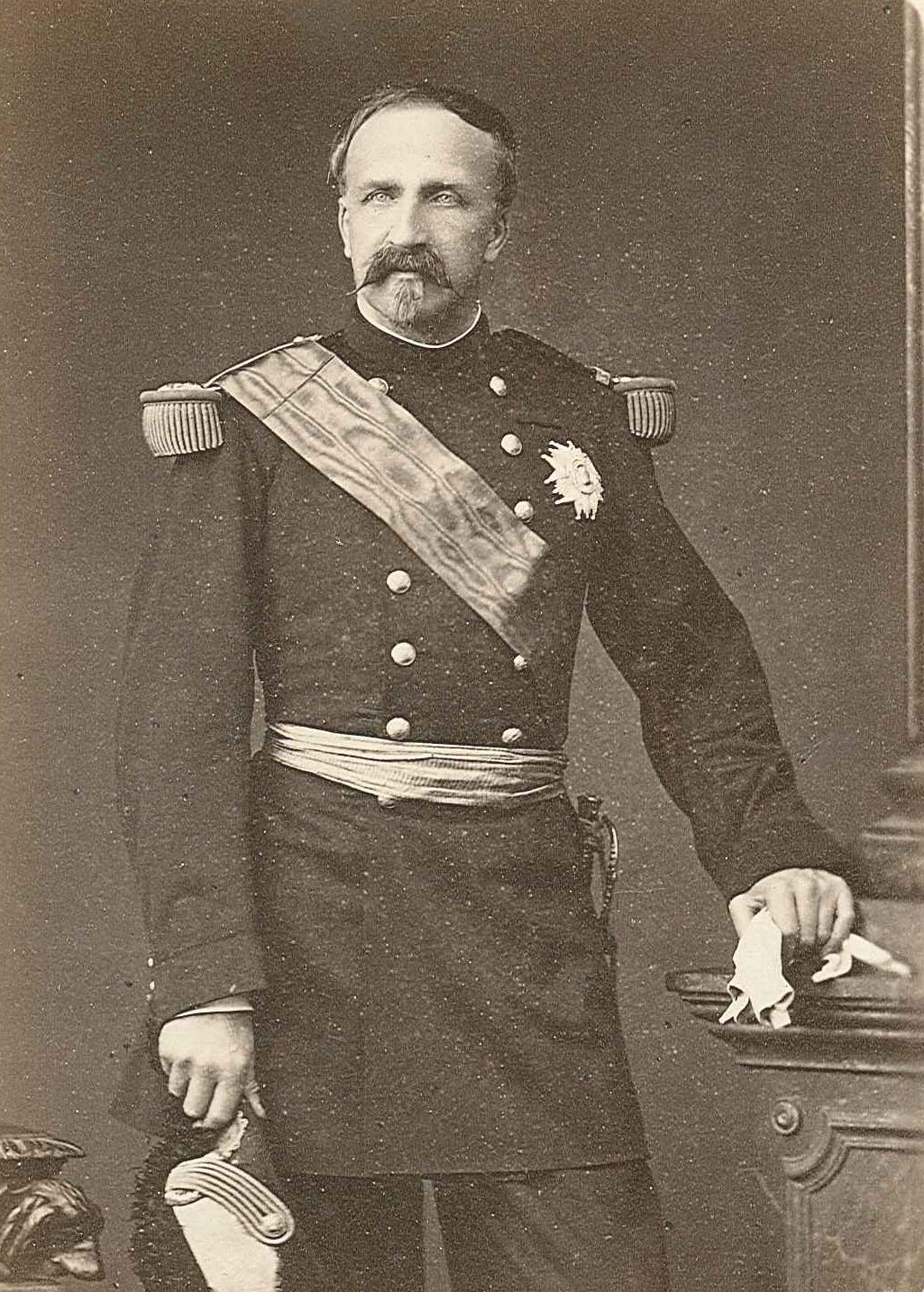
هنري دورليان دوق دومال
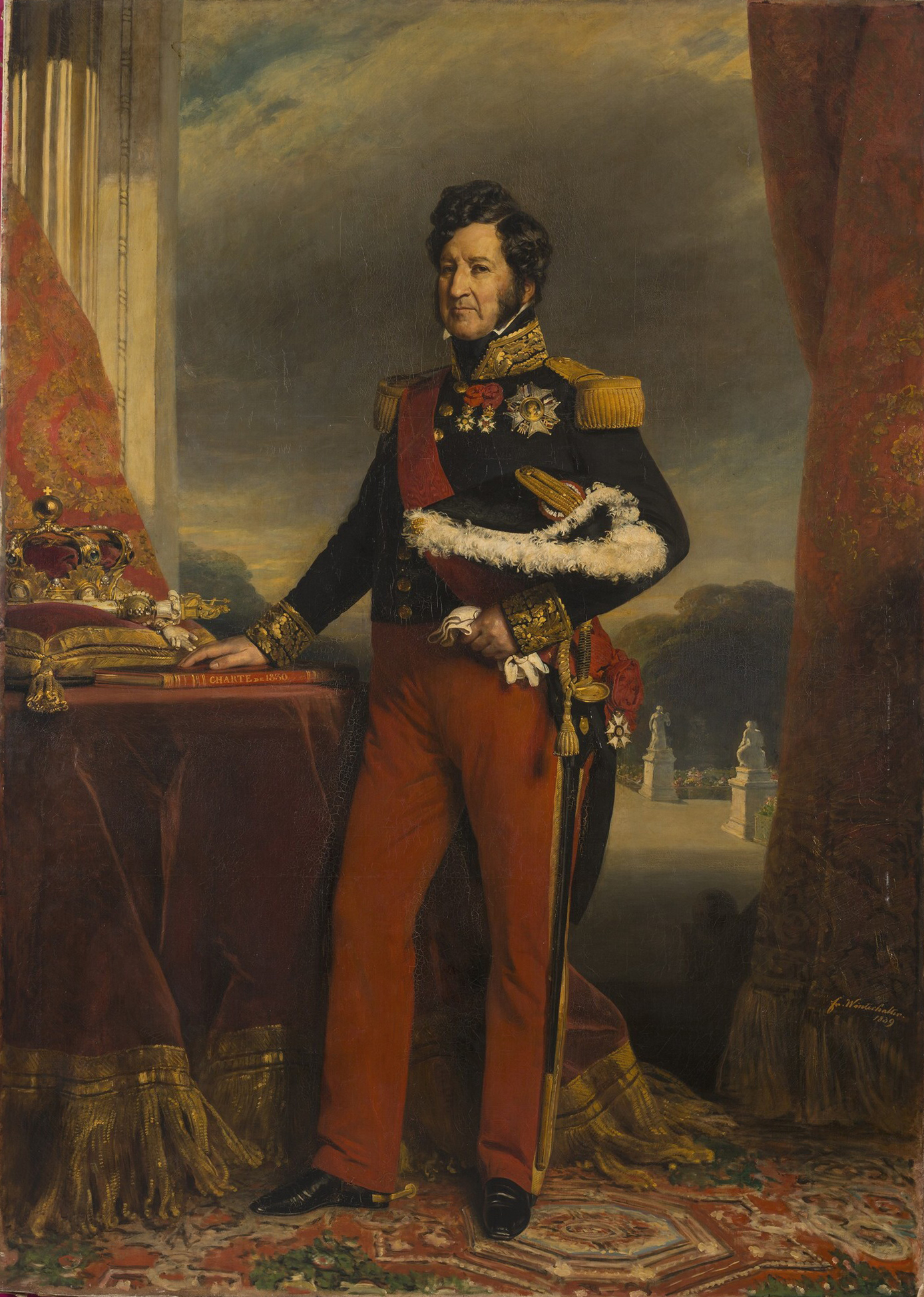
لويس فيليب الأول
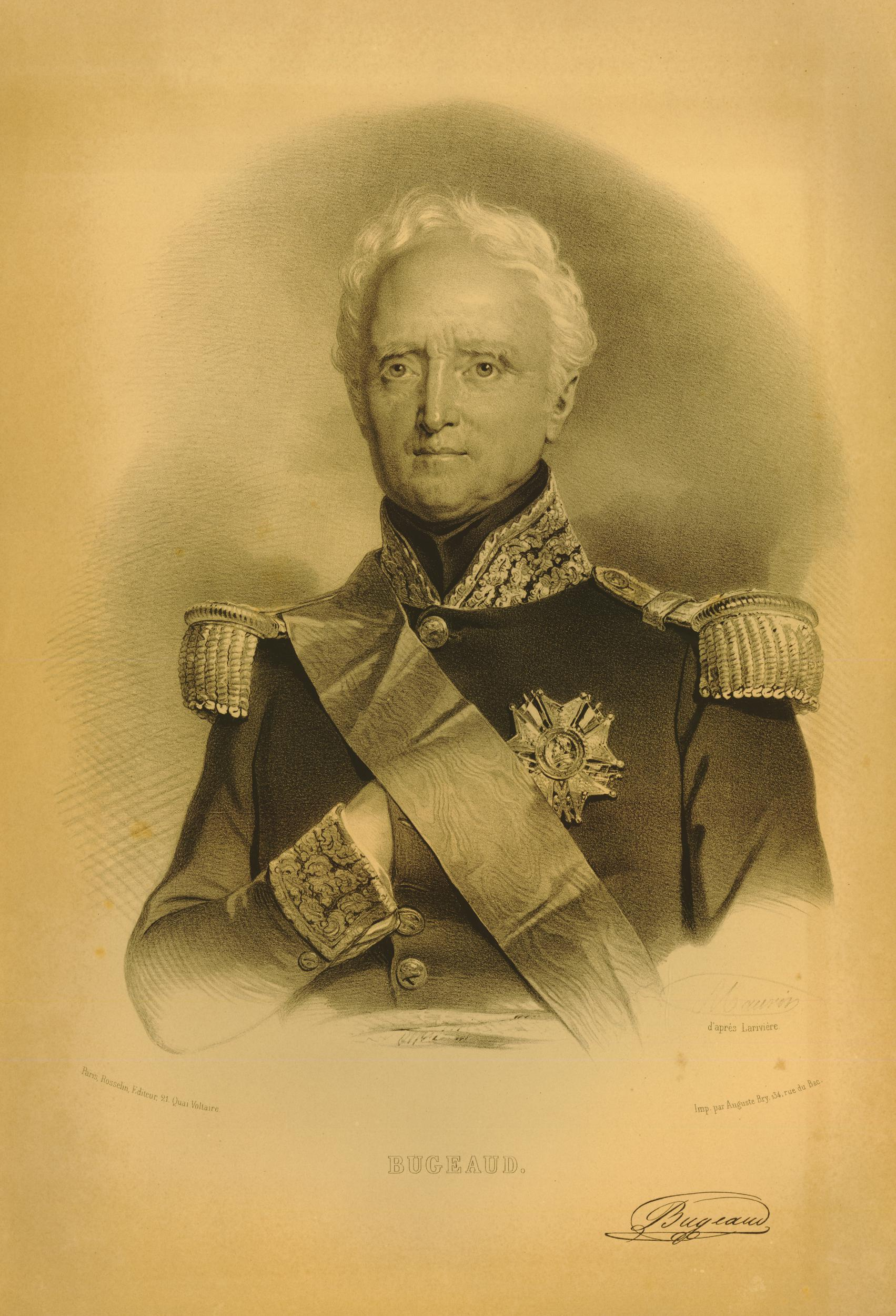
توماس روبير بيجو

## هوامش ومراجع
1. ↑  الأمير عبد القادر فرض 4 شروط.. ومزيّفو التاريخ يزعمون بأنه استسلم نسخة محفوظة 12 نوفمبر 2016 على موقع واي باك مشين.
2. ↑  المحور اليومي - أسباب بروز الأمير عبد القادر نسخة محفوظة 24 ديسمبر 2017 على موقع واي باك مشين.
3. ↑  حكاية الرجل الامير عبد القادر (1883-1807)و مذكراته - المنتدى العام - منتديات حوار الجزائر - حوار الجزائر نسخة محفوظة 22 نوفمبر 2016 على موقع واي باك مشين.
4. ↑  حكاية البطل الشهيد الأمير عبد القادر نسخة محفوظة 02 أبريل 2017 على موقع واي باك مشين.
5. ↑  تاريخ الجزائر مقاومة الامير عبد القادر نسخة محفوظة 17 نوفمبر 2016 على موقع واي باك مشين.
6. ↑  سيرة الامير عبد القادر الجزائري ، احد العضماء المئة | منتديات سيرفر العرب نسخة محفوظة 17 نوفمبر 2016 على موقع واي باك مشين.
7. ↑  الشروق أون لاين - حزب فرنسا وراء الترويج لـ "استسلام" الأمير عبد القادر نسخة محفوظة 17 نوفمبر 2016 على موقع واي باك مشين.
8. ↑  بعض الشخصيات التاريخية - منتديات الدراسة الجزائرية نسخة محفوظة 06 يوليو 2017 على موقع واي باك مشين.

### مواضيع ذات صلة
- معاهدة دي بورمن
- معاهدة دي ميشال
- معاهدة تافنة